# Francisco Sánchez Barbero
Francisco Sánchez Barbero (n. Moríñigo, Salamanca; 1764 - f. Melilla; 1819), poeta, periodista y erudito español.

## Biografía
Hijo de una modesta familia de labradores, a los doce años fue a estudiar en la Universidad de Salamanca y entró en su Seminario en 1779. Allí destacó en los estudios de Retórica y Poética y latín y terminó sus estudios de bachiller y Filosofía en 1788. Pero, más admirador de Horacio, Ovidio y Virgilio que de la Teología, seguramente por haberse formado bajo la dirección de Pedro Antonio Marcos, discípulo de Pedro Estala, del helenista fray Bernardo Agustín de Zamora y de un gran profesor de humanidades como el padre Alba, abandonó los estudios eclesiásticos y se aficionó a escribir versos latinos y castellanos; esta vocación creció con la amistad de todos los poetas de la Segunda Escuela Poética Salmantina que frecuentó: Juan Meléndez Valdés, José Iglesias de la Casa, fray Diego Tadeo González, Juan Pablo Forner y Jovellanos.
Dejó, pues, el Seminario y se trasladó a Madrid, donde vivió entre grandes estrecheces económicas; allí conoció a Leandro Fernández de Moratín y fue admitido en la Academia de los Arcades de Roma con el nombre de Floralbo Corintio. También fue admitido en la tertulia liberal y antigodoyista de Manuel José Quintana, quien le publicó numerosas poesías en su periódico Variedades de Ciencias, Literatura y Artes (1803-1805). En 1805 dio a conocer unos Principios de Retórica y Poética en la imprenta del Real Arbitrio de la Beneficencia que fueron muy alabados, hasta el punto de que pasaron al plan de estudios de 1825. Al estallar la Guerra de la Independencia, los franceses lo persiguieron sin tregua y lo encarcelaron, pero el poeta se escapó en Pamplona y no perdió ocasión de atacarlos en poemas, bien patrióticos (Marcha de nuestros ejércitos contra los franceses; La invasión francesa en 1808; El patriotismo o la nueva Constitución), bien burlescos como Pepinada ab uno Conciso discípulo Merlinis macarrónico-poetaliter facta (Cádiz, 1812). Para proseguir esta tarea pasó en ese mismo año a formar parte de la redacción del famoso periódico liberal El Conciso de Cádiz, formada por Gaspar María Ogirando, José Robles, Bruno Portilla y Manuel Pérez Ramajo, defendiendo siempre su punto de vista liberal. 
Libre momentáneamente España de franceses, marchó a Madrid en 1813 para trabajar en los Reales Estudios de San Isidro como bibliotecario; allí abrió otro periódico, El Ciudadano Constitucional (1813), que redactaba mientras se ocupaba también como censor de teatros. El 18 de noviembre de 1813 fue a parar a la cárcel junto con Manuel Merino por el libelo Reflexiones secas a la Carta fresca de don Pedro Baranda, que la Junta de Censura calificó de injuriosas. Fue después redactor de El Universal de Madrid entre enero y mayo de 1814. Leyó además la oda El patriotismo en la apertura de la cátedra de Constitución el 25 de febrero de 1814. Estas actividades motivaron que se señalara como liberal y la reacción absolutista tras el Manifiesto de los Persas lo condujo a reclusión durante diecinueve meses en la Cárcel de Villa, durante los cuales compuso una Gramática latina, editada póstumamente en 1829, y una ópera, entre otros escritos. Sentenciado a diez años, marchó el 18 de diciembre de 1815 al presidio de Melilla, en el Fuerte de Victoria Grande con otros notorios liberales: Agustín Argüelles, Juan Álvarez Guerra, Manuel García Herreros, José Zorraquín, José María Calatrava, Francisco Martínez de la Rosa y Manuel Pérez Ramajo. Allí escribió la mayor parte de sus mejores versos, compuso dos óperas e hizo algunas traducciones y falleció de una afección en el pecho, quizá provocada por su afición al tabaco, en 1819, asistido por su compañero, el exministro José María Calatrava. Al entrar en Melilla ya había previsto tal fin componiendo el siguiente dístico elegiaco:
Hic ego sum clausus. Pro te tibi natus oportet
oh patria! ut peream? Victima coesa cadam.
Algunas obras suyas se publicaron en el diario El Español Constitucional que publicaban los emigrados liberales de su país en Londres entre 1816 y 1817. Póstumos aparecieron sus Ensayos críticos en verso y prosa por el licenciado Machuca (1820), sátira contra la Inquisición en forma de parodia de Garcilaso de la Vega. Sus contemporáneos admiraron mucho su poesía en latín y Marcelino Menéndez Pelayo la reunió y publicó, considerándola admirable y muy superior a la que compuso en castellano; este volumen lo editó de C. Rodríguez Aniceto con el título de Poesías latinas, Santander: Librería Moderna, 1935.

## Obra
Fue un burlón poeta neoclásico, aunque sus doctrinas de Poética han sido consideradas prerrománticas y dedicó una famosa elegía A la muerte de la Duquesa de Alba que puede ser considerada dentro de esta estética; no así sus poemas A la batalla de Trafalgar y sus sátiras A Ovidio, Los gramáticos y Los viajerillos. Inconforme con el afrancesamiento de Ignacio de Luzán, compuso unos Principios de Retórica y Poética que alcanzaron mucho éxito. Consta esta obra de dos partes, una primera sobre las reglas fundamentales de la oratoria y una segunda, más breve, donde se explica qué es la poesía y cuáles son los preceptos que deben regirla; la obra se completa con un apéndice sobre lo bello y el gusto. Se vale, entre las obras francesas sobre la materia, de la de Marmontel preferentemente (Poetique française, 1763) y, entre los italianos, de Gaetano Filagieri, discípulo de Vico, y entre los españoles de Esteban de Arteaga (Investigaciones filosóficas sobre la belleza ideal, considerada como objeto de todas las artes de imitación, Madrid, 1789). También conocía la obra del inglés Hugo Blair. Su vinculación con la estética del Prerromanticismo aparece clara en textos como el siguiente:
Los escritores de retórica y poética hallan en todo preceptos que dar, en todo figuras que explicar (...) Si yo por dicha he atinado con los verdaderos principios de la elocuencia, es preciso confesar que la mayor parte de los escritores en este ramo han ido descarriados. Ellos de los efectos deducen las reglas, y prescindiendo de las pasiones y de la imaginación no consideran más que su resultado: para mí no hay más que imaginación y pasiones, de éstas procuro deducir su lenguaje.
Es decir, la retórica y la poética son instrumentos que facilitan el desarrollo del escritor, pero no un fin en sí mismos. «La Elocuencia —explica Sánchez Barbero— es el lenguaje de la pasión y de la imaginación (...), la Poesía es el lenguaje del entusiasmo y la obra del genio». Sánchez Barbero, como sus colegas Agustín García de Arrieta y José Luis Munárriz, comprendió enseguida que la enseñanza de la oratoria y la poesía resultaba mucho más compleja de lo que en realidad aparentaba y que no se trataba de un saber, sino de un goce.
También se acercó Sánchez Barbero al teatro y escribió un melodrama, Saúl, inspirado en Vittorio Alfieri, y una tragedia, Coriolano, inspirada en Shakespeare. También compuso el ya citado poema satírico contra los afrancesados, La Pepinada. Algunas de sus obras satíricas están escritas en latín macarrónico.